# Stadio Neftjanik
Lo Stadio Neftjanik (ru. Cтадион Нефтя́ник), noto come BetBoom Arena per motivi di sponsorizzazione, è un impianto polivalente situato a Ufa, in Russia. Lo stadio viene usato principalmente per le gare casalinghe dell'Ufa. L'impianto ha una capienza di 15.132 posti.